# Educación democrática

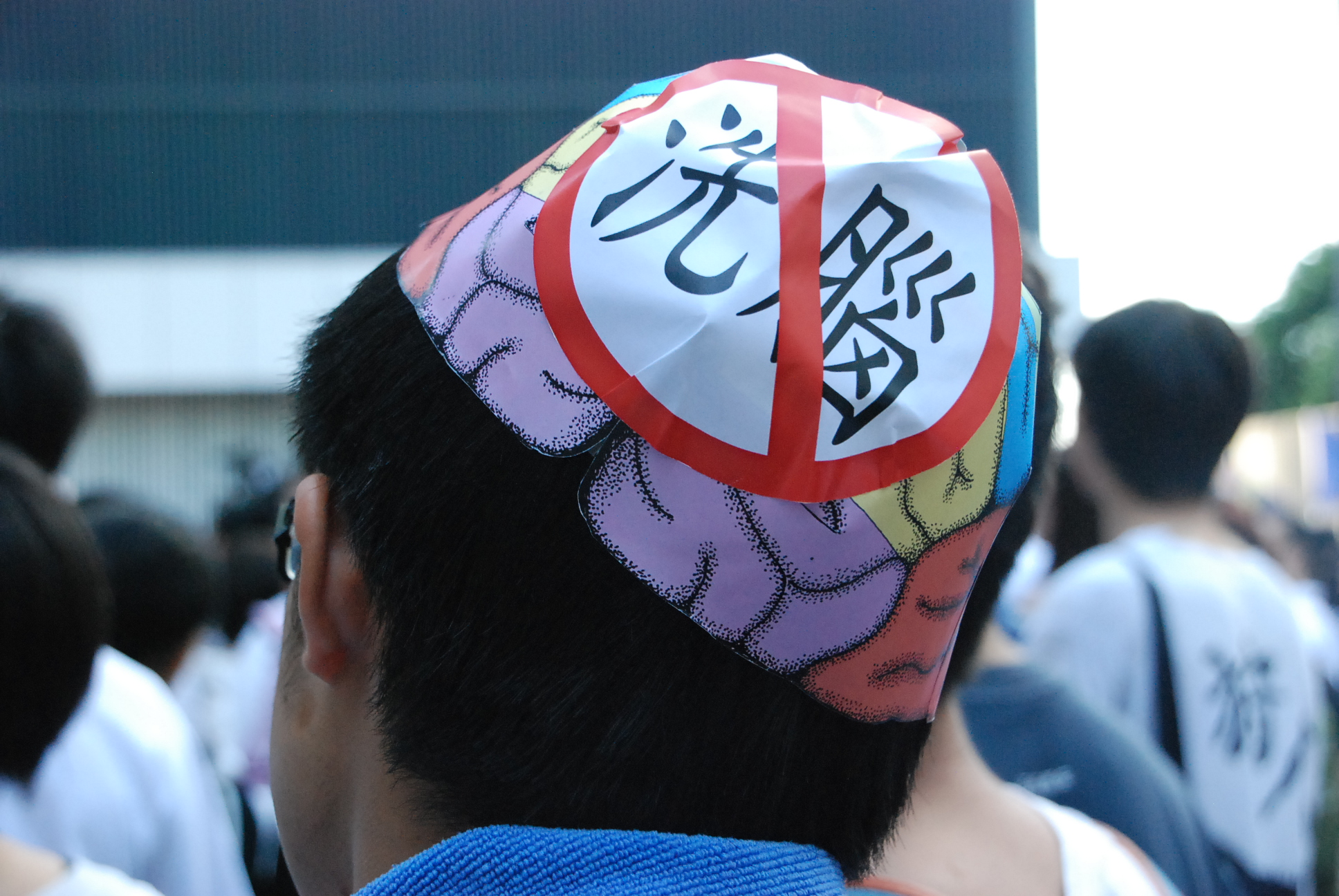
El adoctrinamiento en el aula, la incorporación de contenidos políticos en el material de estudio o los docentes que abusan de su rol para adoctrinar a los alumnos van en contra de los objetivos de una educación ejercida en una estricta neutralidad e imparcialidad y que busca la libertad de pensamiento y el pensamiento crítico de los educados.

La democracia escolar es un tipo de educación formal en el cual la democracia es tanto una meta como un método de instrucción. Trae valores democráticos a la educación y puede incluir autodeterminación dentro de una comunidad de iguales, así como valores tales como justicia, respeto y confianza.

## Historia
La historia de la educación democrática abarca desde al menos los años 1600. Mientras que es asociada a un número de individuos, no ha habido una figura central, establecimiento o nación que abogara por la educación democrática.

### Época de laIlustración
En 1693, John Locke publicó Algunos Pensamientos sobre la Educación. En la descripción de la enseñanza de niños, el declara, "Ninguna de las cosas que se van a aprender, jamás deberían ser hechas para agobiarlos o imponerlas como tareas. Lo que sea propuesto, en breve se vuelve fastidioso; la mente toma una aversión hacia ello, aunque antes era cosa de deleite o indiferencia. Darle permiso a un niño pero tener la orden de azotar su parte superior a cierto tiempo cada día, sin importar si se hubiera empeñado en ello o no; permitirlo pero requerir de el como un deber, de forma que el deba pasar muchas horas de la mañana y la tarde, y ver si el no estará pronto agotado de algún juego a este ritmo".
El libro de consejos de educación de Jean-Jacques Rousseau, Émile, se publicó por primera vez en 1762. Émile, el alumno imaginario que  utiliza para su ilustración, fue solo para aprender lo que el pudiera apreciar como útil. Era para disfrutar su lección y aprender a depender de su propio juicio y experiencia. "El tutor no debe añadir preceptos, debe permitir que se descubran", escribió Rousseau, e insistió en no hacer que Émile aprenda ciencia, pero permitir que la descubra. También dijo que no deberíamos sustituir  los libros por experiencias personales porque esto no nos enseña a razonar; nos enseña a utilizar el razonamiento de otras personas; nos enseña a creer en cosas grandes pero a nunca saber nada.

### sigloXIX
Mientras Locke y Rousseau estaban interesados solo  de los niños de los más ricos, en el siglo XIX León Tolstói estableció una escuela para niños campesinos. Esto fue en su propio estado en Yasnaya Polyana, Rusia, a finales del siglo XIX. El nos dice que la escuela evolucionó libre de principios por medio de maestros y alumnos; que preponderante del maestro, el alumno siempre había tenido el derecho a ir o no a la escuela, de no escuchar al maestro y que el maestro tenía el derecho de no admitir a un alumno y era capaz de utilizar todas las influencias que pudiera reunir para ganarle a la comunidad, donde los niños siempre eran la mayoría.

### sigloXX
Dom SeriotEn 1912 Janusz Korczak fundó Dom Sierot, el orfanato judío en Varsovia, el cual siguió un modelo democrático hasta 1940, cuando acompañó a todos sus cargos a la cámara de gas del campo de exterminación de Treblinka.

#### Escuelas Democráticas influyentes
La escuela democrática más antigua que aún existe es Summerhill, en Suffolk, England, fundada en 1921. Se distinguía por la asistencia voluntaria a clases y una reunión escolar con amplios poderes. En los años 1960, cientos de escuelas se abrieron basadas en el estilo de Summerhill, sin embargo A.S. Neill, el fundador de Summerhill, se distanció de las escuelas Summerhill Americanas porque no implementaban con éxito la filosofía de "Libertad, no libertinaje".
La escuela Sudbury Valley, fundada en Framingham, Massachusetts en 1968, tiene un gobierno democrático completo: La reunión escolar maneja todos los aspectos de la escuela, incluyendo la contratación de personal y las instalaciones. Iniciando en los años 1980, varias docenas de escuelas abrieron basadas en el estilo de Sudbury Valley.
La escuela democrática de Hadera, fundada en Israel en 1987, es financiada con fondos públicos. Ofrece clases voluntarias. Existen ahora más de 20 escuelas democráticas en Israel.

#### Movimiento de  Escuelas Libres
La educación progresiva) (incluyendo a muchas escuelas basadas en el estilo de Summerhill) se volvieron un amplio movimiento en los años 1960 y 1970, pero en gran parte renunciaron para los años 1980.

#### Redes
Las redes que apoyan la educación democrática incluyen:
La organización de recursos de educación alternativa lanzada en 1989 para crear
(enfoques educacionales centrados sobre el estudiante y manejado por el estudiante)
"acercamientos manejados por estudiantes, aprendizaje-centrado a la educación".
La conferencia Internacional de Educación Democrática, llevada a cabo por primera vez en 1993.
La comunidad Australiana de educación democrática, la cual llevó a cabo su primera conferencia en el 2002.
La comunidad Europea de educación democrática fue fundada en el 2008, en la primera Conferencia Europea de educación democrática. IDEC 2005 llamada  (2 preceptos básicos) creencias de 2 núcleos; autodeterminación y gobernación democrática.  EUDEC tiene ambas creencias y el respeto mutuo también está en su declaración de creencias. IDEN apoya a las escuelas que se autoidentifican como democráticas. IDEN supports schools that self-identify as democratic.

## Variedad
La educación democrática viene en diferentes formas. Estas son algunas de las áreas en las cuales las escuelas democráticas difieren.

### Currículum
Las escuelas democráticas se caracterizan por incluir a sus estudiantes en la toma de decisiones que afecta qué y cómo aprenden. Algunas escuelas democráticas no tienen un currículo obligatorio, considerando que el aprendizaje forzado no es democrático. La mayoría de las escuelas democráticas oficialmente ofrecen cursos voluntarios y muchas ayudan a estudiantes interesados a prepararse para exámenes nacionales para así obtener calificaciones para futuros estudios o futuros empleos. Algunas escuelas democráticas no tienen una oferta oficial de cursos, aunque los cursos pueden ser ofrecidos o requeridos por miembros de la escuela.
La democracia escolar se refiere a la aplicación del principio de participación en la institución educativa por parte de todos los agentes implicados directa o indirectamente en la oferta educativa de la institución escolar, de manera que intervienen en lo que lo que se debe impartir en los centros escolares así como en las formas de llevarlo a cabo.

### Estructura administrativa
Las escuelas democráticas tienen a menudo reuniones abiertas a todos los estudiantes y personal donde todos los presentes tienen voz y a veces igual voto. Algunas incluyen a los padres.  Estas reuniones escolares pueden cubrir todo desde cosas de poca importancia hasta el nombramiento o despido del personal y la creación o anulación de reglas, o gastos generales y la estructura del día escolar. En algunas escuelas se espera que todos los estudiantes asistan a estas reuniones, en otras es voluntario. La reunión principal de la escuela puede también establecer subcomités para lidiar con hechos particulares, tales como la resolución de conflictos.

### Resolución de conflictos
Dentro del alcance de los valores democráticos, hay un amplio ámbito de como se resuelven los conflictos. Puede que haya un sistema formal, con debido procesos y el estado de derecho. Puede que haya reglas pero no castigos. Otras posibilidades incluyen, pero no están limitadas a, procesos de consenso, mediación y diálogos informales.

### Otros
Finanzas: Algunos ambientes de aprendizaje democrático son fundados por los padres, algunos por obras de caridad. Las escuelas deben tener una escala proporcional basada en los ingresos familiares. Existen escuelas democráticas financiadas con fondos públicos en Canadá. e Israel
Tamaño: Las escuelas democráticas varían en tamaño desde pocos a cientos estudiantes. Aún una persona sin educación puede ser descrita como alguien que aprende de manera democrática, si la gente le trata con valores democráticos.
Rango de edad: La mezcla de edades en una política deliberada en algunas escuelas democráticas. Puede incluir niños muy jóvenes, hasta bebés. Algunas escuelas democráticas solo permiten estudiantes mayores.
Locación: La educación democrática no está limitada a un lugar en particular. Los escenarios para las comunidades de aprendizaje democrático incluyen edificio de oficinas,, calles de la ciudad y áreas rurales